# Poul Schlüter
Poul Holmskov Schlüter, född 3 april 1929 i Tønder, Sønderjylland, död 27 maj 2021 i Frederiksberg i Köpenhamn, var en dansk politiker och jurist. Han var Danmarks statsminister från 1982 till 1993.
Schlüter var ledamot av Folketinget 1964–1994 och partiledare för Konservative Folkeparti 1974–1977 samt 1981–1993. Han utsågs 1982 till statsminister och var såsom sådan den förste (och hittills ende) att representera Konservative Folkeparti. År 1993 tvingades han avgå sedan hans justitieminister Erik Ninn-Hansen brutit mot utlänningslagen i en flyktingfråga och han själv i samma ärende vilselett Folketinget i den så kallade Tamilaffären(dk). 
Schlüter var ledamot av Europarådet 1971–1974 och av EU-parlamentet 1994–1999. Han var vice talman i det senare 1994–1997.

## Politisk karriär
Poul Schlüter började sin politiska karriär i Konservativ Ungdom, och 1952 valdes Poul Schlüter till nationell ordförande för ungdomsorganisationens nationella råd i Kolding. Det var han fram till 1955. Poul Schlüter var medlem av det danska folketinget 1964-1994 för det konservativa folkpartiet, varav han var nationell ordförande 1974-1977 och igen 1981-1993. Han har också varit medlem i Europarådet 1971-1974, chef för den danska delegationen till Nordiska rådet och medlem av rådets presidium 1978-1979. 1984 blev han "Årets politiker i Norden". Poul Schlüter var ledamot av Europaparlamentet 1994-1999, vice ordförande 1994-1997. Han var vice borgmästare i Gladsaxe kommun 1966–1971, under Erhard Jakobsens borgmästartid.

## Galleri

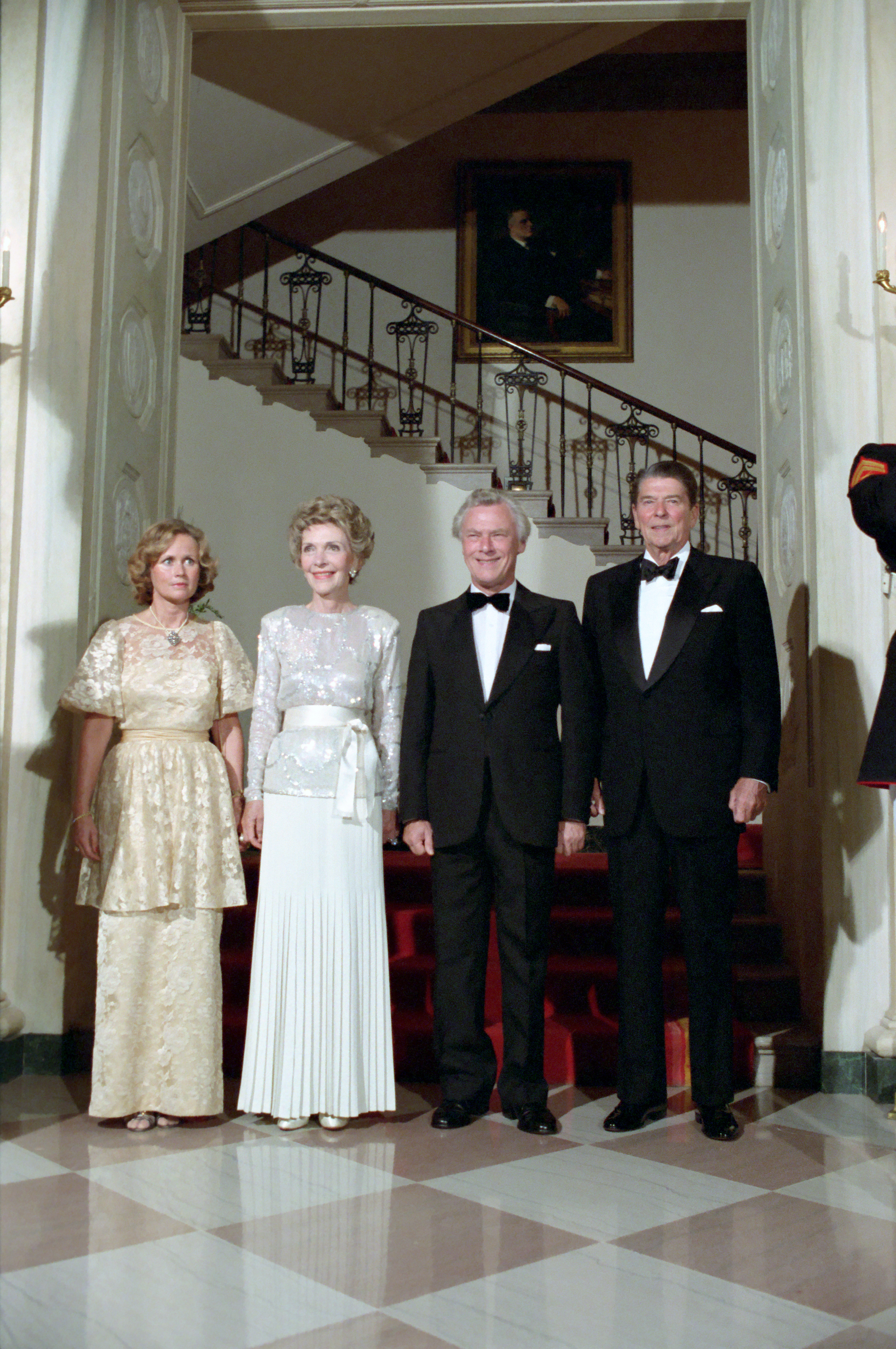
Poul Schlüter och Lisbeth Schlüter med Ronald Reagan och Nancy Reagan i Cross Hall, 10 September 1985.
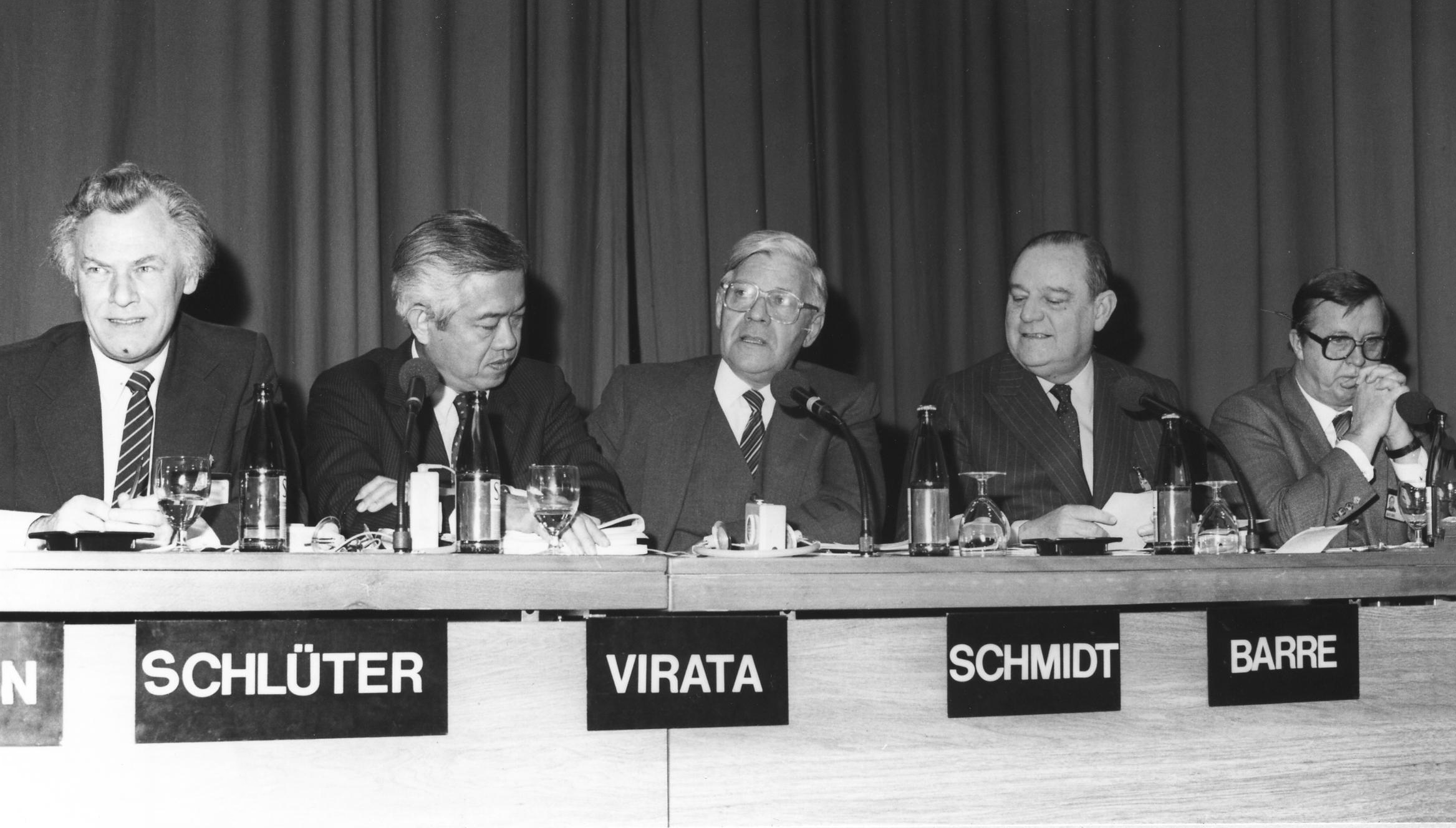
Poul Schlüter med kollegor vid World Economic Forum 1983.
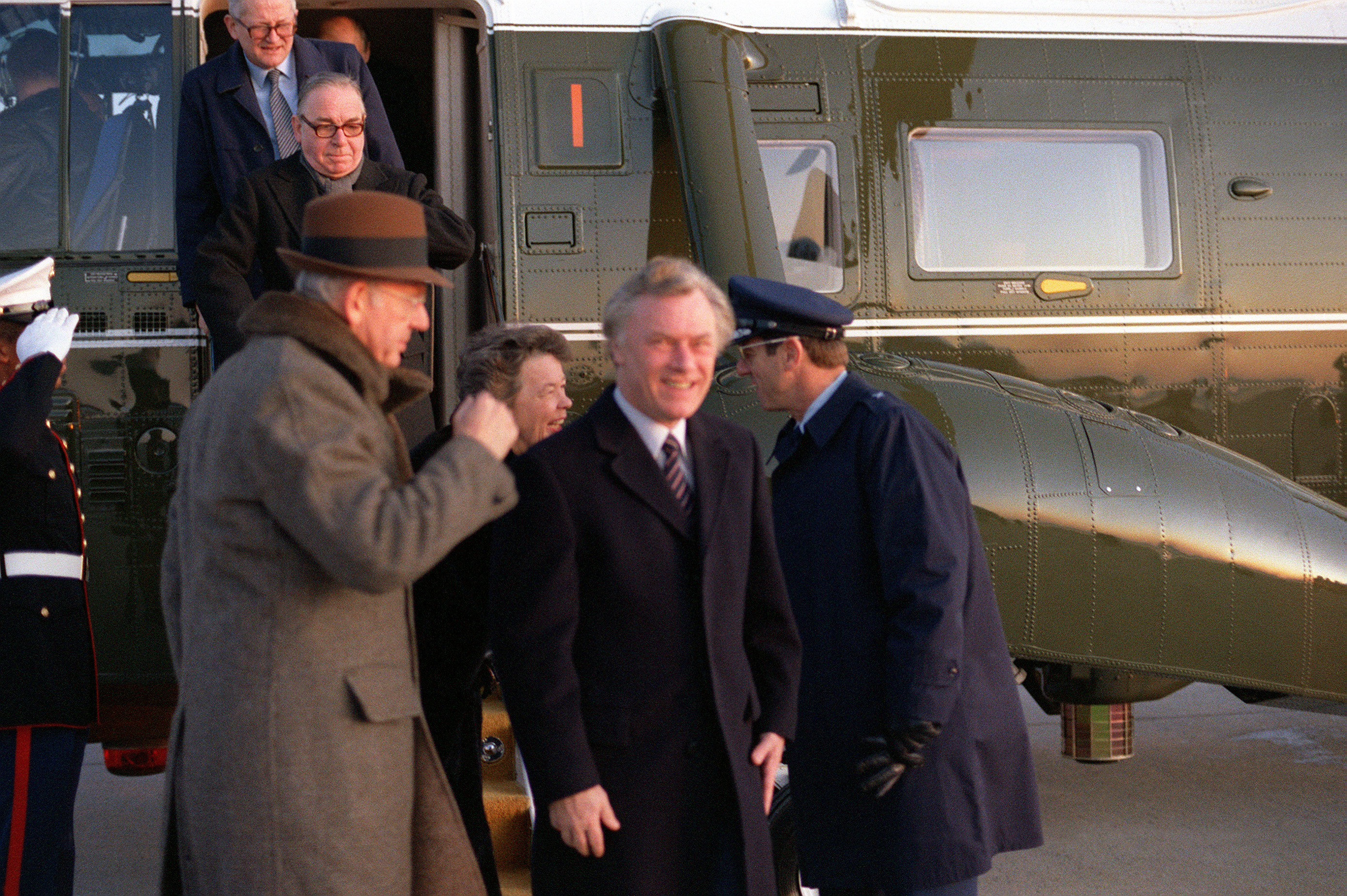
Poul Schlüter besöker Department of Defense i USA 1982.
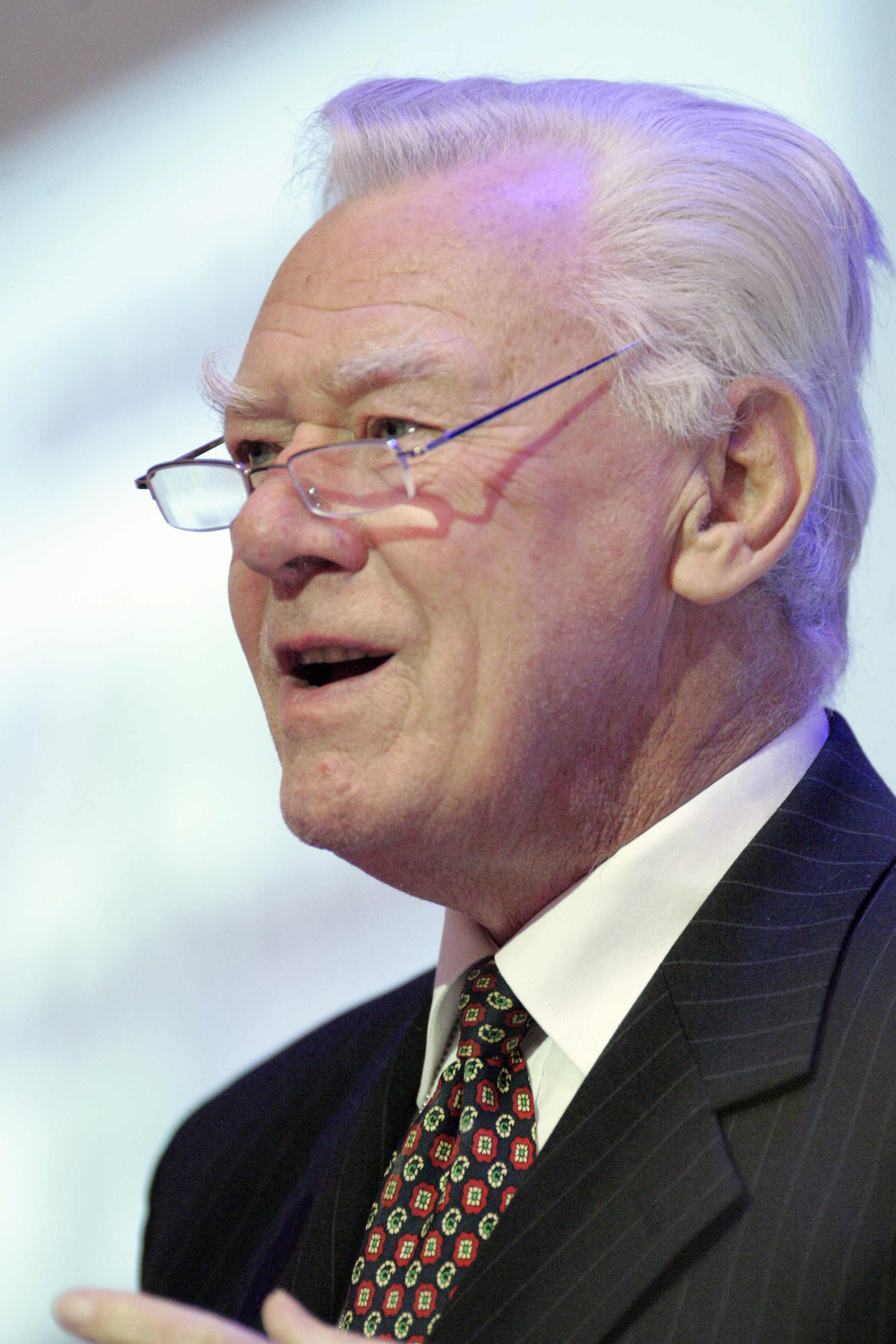
Poul Schlüter vid Nordiska ministerrådet 2005.